# Giro d'Italia 1960
Il Giro d'Italia 1960, quarantatreesima edizione della "Corsa Rosa", si svolse in ventuno tappe dal 19 maggio al 9 giugno 1960 per un percorso totale di 3 481,2 km. Fu vinto da Jacques Anquetil, primo corridore francese ad aggiudicarsi la corsa.

## Tappe
| Tappa  | Data      | Percorso                                      | km      | Vincitore di tappa             | Leader cl. generale |
| ------ | --------- | --------------------------------------------- | ------- | ------------------------------ | ------------------- |
| 1ª     | 19 maggio | Roma > Napoli                                 | 212     | Dino Bruni                     | Dino Bruni          |
| 2ª     | 20 maggio | Sorrento > Sorrento (cron. individuale)       | 25      | Romeo Venturelli               | Romeo Venturelli    |
| 3ª     | 21 maggio | Sorrento > Campobasso                         | 186     | Miguel Poblet                  | Jacques Anquetil    |
| 4ª     | 22 maggio | Campobasso > Pescara                          | 192     | Salvador Botella               | Jacques Anquetil    |
| 5ª     | 23 maggio | Pescara > Rieti                               | 218     | Gastone Nencini                | Jacques Anquetil    |
| 6ª     | 24 maggio | Terni > Rimini                                | 230     | Pierino Baffi                  | Jos Hoevenaers      |
| 7ª-1ª  | 25 maggio | Igea Marina (cron. individuale)               | 5       | Miguel Poblet                  | Jos Hoevenaers      |
| 7ª-2ª  | 25 maggio | Bellaria > Forlì                              | 81      | Rik Van Looy                   | Jos Hoevenaers      |
| 8ª     | 26 maggio | Forlì > Livorno                               | 206     | Rik Van Looy                   | Jos Hoevenaers      |
| 9ª-1ª  | 27 maggio | Livorno > Carrara                             | 93      | Emile Daems                    | Jos Hoevenaers      |
| 9ª-2ª  | 27 maggio | Carrara > Cave di Carrara (cron. individuale) | 2,2     | Jacques Anquetil Miguel Poblet | Jos Hoevenaers      |
| 10ª    | 28 maggio | Carrara > Sestri Levante                      | 171     | Gastone Nencini                | Jos Hoevenaers      |
| 11ª    | 29 maggio | Sestri Levante > Asti                         | 180     | Rik Van Looy                   | Jos Hoevenaers      |
| 12ª    | 30 maggio | Asti > Cervinia                               | 176     | Addo Kazianka                  | Jos Hoevenaers      |
| 13ª    | 31 maggio | Saint-Vincent > Milano                        | 225     | Jean Stablinski                | Jos Hoevenaers      |
|        | 1º giugno | giorno di riposo                              |         |                                |                     |
| 14ª    | 2 giugno  | Seregno > Lecco (cron. individuale)           | 68      | Jacques Anquetil               | Jacques Anquetil    |
| 15ª    | 3 giugno  | Lecco > Verona                                | 150     | André Darrigade                | Jacques Anquetil    |
| 16ª    | 4 giugno  | Verona > Treviso                              | 110     | Roberto Falaschi               | Jacques Anquetil    |
| 17ª    | 5 giugno  | Treviso > Trieste                             | 147     | Dino Bruni                     | Jacques Anquetil    |
| 18ª    | 6 giugno  | Trieste > Belluno                             | 240     | Seamus Elliott                 | Jacques Anquetil    |
| 19ª    | 7 giugno  | Belluno > Trento                              | 110     | Emile Daems                    | Jacques Anquetil    |
| 20ª    | 8 giugno  | Trento > Bormio                               | 229     | Charly Gaul                    | Jacques Anquetil    |
| 21ª    | 9 giugno  | Bormio > Milano                               | 225     | Arrigo Padovan                 | Jacques Anquetil    |
| Totale | Totale    | Totale                                        | 3 481,2 |                                |                     |

## Squadre e corridori partecipanti
| N.    | Cod. | Squadra          |
| ----- | ---- | ---------------- |
| 1-10  | EMI  | Emi              |
| 11-20 | ATA  | Atala            |
| 21-30 | BIA  | Bianchi          |
| 31-40 | CAR  | Carpano          |
| 41-50 | FAE  | Faema            |
| 51-60 | HEL  | Fynsec-Helyett   |
| 61-70 | GAZ  | Gazzola-Fiorelli |

| N.      | Cod. | Squadra              |
| ------- | ---- | -------------------- |
| 71-80   | GHI  | Ghigi                |
| 81-90   | IGN  | Ignis                |
| 91-100  | LEG  | Legnano              |
| 101-110 | MOL  | Molteni              |
| 111-120 | PHI  | Philco               |
| 121-130 | SNP  | San Pellegrino Sport |
| 131-140 | TOR  | Torpado              |

## Classifiche finali

### Classifica generale - Maglia rosa
| Pos. | Corridore         | Squadra | Tempo     |
| ---- | ----------------- | ------- | --------- |
| 1    | Jacques Anquetil  | Fynsec  | 94h03'54" |
| 2    | Gastone Nencini   | Carpano | a 28"     |
| 3    | Charly Gaul       | Emi     | a 3'51"   |
| 4    | Imerio Massignan  | Legnano | a 4'06"   |
| 5    | Jos Hoevenaers    | Ghigi   | a 5'53"   |
| 6    | Guido Carlesi     | Philco  | a 6'28"   |
| 7    | Arnaldo Pambianco | Legnano | a 8'32"   |
| 8    | Diego Ronchini    | Bianchi | a 9'28"   |
| 9    | Édouard Delberghe | Fynsec  | a 12'29"  |
| 10   | Agostino Coletto  | Ghigi   | a 13'10"  |

### Classifica scalatori
| Pos. | Corridore        | Squadra | Punti |
| ---- | ---------------- | ------- | ----- |
| 1    | Rik Van Looy     | Faema   | 250   |
| 2    | Imerio Massignan | Legnano | 210   |
| 3    | Gastone Nencini  | Carpano | 190   |
| 4    | Michele Gismondi | Gazzola | 180   |
| 5    | Charly Gaul      | Emi     | 160   |

### Classifica traguardi volanti
| Pos. | Corridore      | Squadra | Punti |
| ---- | -------------- | ------- | ----- |
| 1    | Rino Benedetti | Ghigi   | 240   |
| 2    | Jos Hoevenaers | Ghigi   | 140   |
| 3    | Miguel Poblet  | Ignis   | 120   |
| 3    | Rik Van Looy   | Faema   | 120   |

### Classifica squadre
| Pos. | Squadra        | Punti |
| ---- | -------------- | ----- |
| 1    | Ignis          |       |
| 2    | Fynsec-Helyett |       |
| 3    | Faema          |       |
| 4    | Ghigi          |       |
| 5    | Philco         |       |